# Репрезентација Ирске у хокеју на леду
Хокејашка репрезентација Ирске је репрезентација у хокеју на леду која на међународној сцени представља Републику Ирску и Северну Ирску. Налази се под окриљем Савеза хокеја на леду Ирске која је пуноправни члан ИИХФ од 1996. године.
Сениорска репрезентација је тренутно део Дивизије III светског првенства.

## Историја
Пуноправни члан ИИХФ хокејашки савез Ирске постаје у мају 1996. а на предлог председника хокејашких савеза Велике Британије и Канаде. Сениорска репрезентација дебитовала је на међународној сцени 2004. на светском првенству треће дивизије одржаном у Рејкјавику на Исланду. На том такмичењу остварили су једну победу (против Јерменије 15:1) и три пораза.
У репрезентацији наступају играчи како из Републике Ирске, тако и из Северне Ирске.

## Резултати на светским првенствима
| Год.  | Место           | Пласман | Категорија (група) |
| ----- | --------------- | ------- | ------------------ |
| 2004. | Рејкјавик       | 4/5     | Дивизија           |
| 2005. | Мексико Сити    | 4/5     | Дивизија           |
| 2006. | Рејкјавик       | 4/5     | Дивизија           |
| 2007. | Дандалк         | 2/6     | Дивизија           |
| 2008. | Мијеркуреја Чук | 6/6     | Дивизија , група А |
| 2009. | Данидин         | 5/6     | Дивизија           |
| 2010. | Кокелшер        | 1/4     | Дивизија , група А |
| 2011. | Загреб          | 6/6     | Дивизија , група Б |
| 2012. | Ерзурум         | 4/6     | Дивизија           |
| 2013. | Кејптаун        | ???     | Дивизија           |

## Резултати против осталих селекција на светским првенствима
Закључно са крајем 2012.
| Репрезентација | Ут | Поб | Н | Пор | ГД  | ГП  | ГР   |
| -------------- | -- | --- | - | --- | --- | --- | ---- |
| Мексико        | 2  | 0   | 0 | 2   | 4   | 14  | -10  |
| Јерменија      | 3  | 2   | 0 | 1   | 38  | 8   | +30  |
| Исланд         | 3  | 0   | 0 | 3   | 1   | 29  | -28  |
| Турска         | 4  | 0   | 1 | 3   | 10  | 21  | -11  |
| Луксембург     | 7  | 3   | 0 | 4   | 25  | 36  | -11  |
| Јужна Африка   | 2  | 1   | 0 | 1   | 7   | 6   | +1   |
| Монголија      | 2  | 2   | 0 | 0   | 19  | 4   | +15  |
| Нови Зеланд    | 2  | 0   | 0 | 2   | 2   | 13  | -11  |
| Србија         | 1  | 0   | 0 | 1   | 1   | 13  | -12  |
| Бугарска       | 2  | 0   | 0 | 2   | 4   | 13  | -9   |
| Белгија        | 1  | 0   | 0 | 1   | 1   | 9   | -8   |
| Румунија       | 2  | 0   | 0 | 2   | 1   | 43  | -42  |
| Израел         | 1  | 0   | 0 | 1   | 1   | 7   | -6   |
| Грчка          | 3  | 2   | 0 | 1   | 11  | 11  | 0    |
| УАЕ            | 1  | 1   | 0 | 0   | 8   | 2   | +6   |
| Кина           | 1  | 0   | 0 | 1   | 0   | 5   | -5   |
| Хрватска       | 1  | 0   | 0 | 1   | 4   | 21  | -17  |
| Северна Кореја | 1  | 0   | 0 | 1   | 0   | 5   | -5   |
| укупно (18)    | 39 | 11  | 1 | 27  | 137 | 260 | -123 |